# Berthouville
 Berthouville  là một xã thuộc tỉnh Eure trong vùng Normandie miền bắc nước Pháp.

## Main sights
The Manoir de Berthouville is a hunting lodge that was built 1652. It is privately owned nowadays.

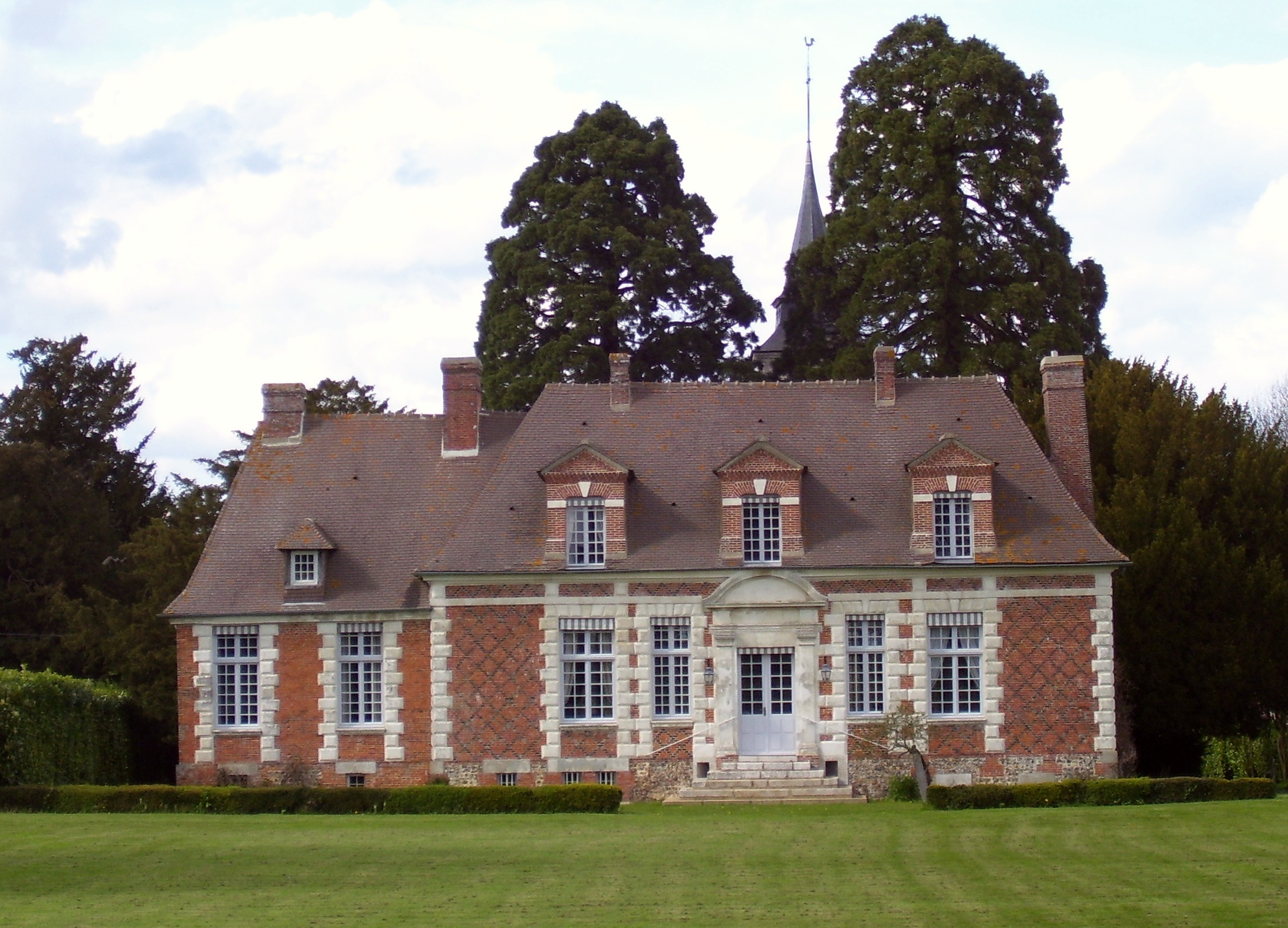
Manoir de Berthouville